# Randka z wrogiem
Randka z wrogiem (ang. Dating the Enemy) – australijska komedia romantyczna z 1996 roku. Zdjęcia kręcono w Sydney. Premiera filmu miała miejsce 19 września 1996 roku. Claudia Karvan otrzymała nominację do nagrody AFI/AACTA dla najlepszej aktorki.

## Obsada
- Claudia Karvan : Tash
- Guy Pearce : Brett
- Matt Day : Rob
- Lisa Hensley : Laetitia
- Pippa Grandinson : Colette
- John Howard : Davis
- Scott Lowe : Harrison
- Christopher Morsley : Paul
- Heidi Lapaine : Christina
- Christine Anu : piosenkarka

## Fabuła
Dwoje młodych ludzi: Tash dziennikarka pisząca artykuły do pisma naukowego oraz Brett pracujący w telewizji prowadzący własny program rozrywkowy są w sobie bardzo zakochani. Po pewnym czasie stwierdzają, że oboje coraz bardziej się od siebie różnią, coś zaczyna się między nimi psuć. Pewnego wieczoru zrozpaczona Tash wypowiada życzenie - aby Brett znalazł się w jej skórze. Następnego ranka budzą się i stwierdzają, że znajdują się w ciele swojego partnera.

## Nominacje i nagrody
- Australijska Akademia Sztuk Filmowych i Telewizyjnych AACTA
  - 1996 nominacja za: Najlepsza aktorka, Claudia Karvan[2].